# Yūki Bamba
Yūki Bamba (jap. 馬場 悠企, Bamba Yūki; * 2. August 1986 in Ōmihachiman, Präfektur Shiga) ist ein japanischer Fußballspieler.

## Karriere
Yuki Bamba erlernte das Fußballspielen auf der Kusatsuhigashi Highschool und anschließend auf der Sangyō-Universität in Kyōto. Seinen ersten Vertrag unterschrieb Yuki Bamba 2009 beim Sagawa Shiga FC. 2012 wechselte er nach Thailand. Sein erster Verein in Thailand war 2012 der Zweitligist Suphanburi FC. 2013 zog es ihn in die thailändische Hauptstadt Bangkok, wo er einen Vertrag beim Ligakonkurrenten Bangkok FC unterschrieb. 2014 wechselte er zum Erstligisten Chonburi FC. Über die Stationen Thai Honda Ladkrabang FC, Nakhon Pathom United FC und Trat FC kam er zu BG Pathum United FC. Nach der Hinserie 2019 wurde er an seinen ehemaligen Club Trat FC ausgeliehen. Mitte 2020 wechselte er zum Erstligaabsteiger Chiangmai FC nach Chiangmai. Für Chiangmai absolvierte er 29 Zweitligaspiele. Nach Vertragsende in Chiangmai wechselte er Anfang August 2021 ablösefrei zum Ligakonkurrenten Navy FC. Nach acht Zweitligaspielen für den Verein aus Sattahip wurde sein Vertrag nach der Hinrunde aufgelöst. Anfang Januar 2022 unterschrieb er einen Vertrag beim ebenfalls in der zweiten Liga spielenden Lampang FC. Am Ende der Saison 2021/22 wurde er mit dem Verein aus Lampang Tabellenvierter und qualifizierte sich für die Aufstiegsspiele zur ersten Liga. Hier konnte man sich gegen den Trat FC durchsetzen und stieg in die erste Liga auf. Nach einer Saison Erstklassigkeit musste er mit Lampang am Ende der Saison als Tabellenletzter wieder den Weg in die zweite Liga antreten. Nach dem Abstieg wurde sein Vertrag in Lampang nicht verlängert. Im Juni 2023 unterschrieb er einen Vertrag beim Zweitligisten Suphanburi FC. Nach einer Spielzeit, in der er 32 Ligaspiele bestritt, wurde sein Vertrag im Sommer 2024 nicht verlängert.